# Centorisoma elegantulum
Centorisoma elegantulum är en tvåvingeart som beskrevs av Becker 1910. Centorisoma elegantulum ingår i släktet Centorisoma och familjen fritflugor. Inga underarter finns listade i Catalogue of Life.